# Dolina (Kudlovice)
Dolina je osada v okrese Uherské Hradiště ve Zlínském kraji. Je součástí obce Kudlovice. Nachází se na úpatí pohoří Chřiby, severně od Kudlovic, asi 11 km severně od Uherského Hradiště. V roce 2021 zde žilo 145 obyvatel ve 44 domech.
Dolina leží v údolí Kudlovického potoka (levostranný přítok řeky Moravy), po jeho východní straně. Na západ od potoka leží převážně chatová osada Paňhaj.
Je zde registrováno 52 čísel popisných. Nachází se zde výklenek s křížem a sochou Panny Marie, postavený v roce 1945. Jihozápadně leží motokrosová trať Kudlovice, východně kopec Hradská, vysoký 298 m n. m.